# Lucien De Munster
Lucien De Munster (* 19. August 1932 in Waregem) ist ein ehemaliger belgischer Radrennfahrer und nationaler Meister im Radsport.

## Sportliche Laufbahn
De Munster (auch Demunster) war im Straßenradsport und im Bahnradsport aktiv. Von 1954 bis 1964 war er Unabhängiger und Berufsfahrer. 1954 gewann er die Flandern-Rundfahrt für Unabhängige. 1956 siegte er im Etappenrennen Dwars door België vor Frans Schoubben mit einem Etappensieg sowie bei Antwerpen–Herselt, 1959 im Zuid-West-Vlaamse Bergen, 1960 bei Tielt–Antwerpen–Tielt. Zweiter wurde er im Circuit des régions frontalières sowie in der Straßenmeisterschaft der Unabhängigen 1954, im Grand Prix Midi Libre und im Omloop van Midden-Vlaanderen 1955, im Grand Prix d’Orchies 1957, bei Harelbeke–Antwerpen–Harelbeke 1958, in der ersten Austragung des Rennens E3 Prijs Vlaanderen (heute E3 Harelbeke) hinter Armand Desmet. Dritter wurde er 1954 im Grand Prix d’Isbergues, 1955 im Grote Prijs Victor Standaert, 1959 im Omloop Midden-Vlaanderen. Die Vuelta a España 1957 beendete er nicht.
Auf der Bahn gewann De Munster die nationale Meisterschaft im Zweier-Mannschaftsfahren 1963 und 1964 mit Gilbert Maes als Partner.

## Familiäres
Seine Cousins Buddy De Munster, Eric De Munster und Georges De Munster waren ebenfalls Radrennfahrer.